# Philenora pteridopola
Philenora pteridopola là một loài bướm đêm thuộc phân họ Arctiinae, họ Erebidae.